# Кораб (Великопольське воєводство)
Кораб (пол. Korab) — село в Польщі, у гміні Блізанув Каліського повіту Великопольського воєводства.
Населення — 238 осіб (2011).
У 1975-1998 роках село належало до Каліського воєводства.

## Демографія
Демографічна структура станом на 31 березня 2011 року:
|          | Загалом | Допрацездатний вік | Працездатний вік | Постпрацездатний вік |
| -------- | ------- | ------------------ | ---------------- | -------------------- |
| Чоловіки | 107     | 25                 | 69               | 13                   |
| Жінки    | 131     | 27                 | 71               | 33                   |
| Разом    | 238     | 52                 | 140              | 46                   |